# ريانا
روبين ريانا فينتي (بالإنجليزية: Robyn Rihanna Fenty)‏ (من مواليد 20 فبراير 1988)، والمعروفة باسم الشهرة ريانا (بالإنجليزية: Rihanna)‏، وهي مغنية بربادوسية، وممثلة، ومصممة أزياء، وسيدة أعمال، وكاتبة أغاني. ولدت في أبرشية سانت مايكل (باربادوس). بدأ مشوار ريانا الفني عندما التقت بالمنتج الموسيقي «إيفان روجرز» من خلال أصدقاء مقربين لها في أواخر عام 2003. في سن 16 عاماً، انتقلت ريانا إلى الولايات المتحدة لممارسة مهنة الغناء، والبدء في تسجيل بعض الأشرطة التجريبية بتوجيه من المنتج الموسيقي «إيفان». تم إرسال شريطها التجريبي إلى العديد من شركات الإنتاج، وفي وقت لاحق وقعت عقداً مع «تسجيلات ديف جام» بعد تجربة أداء أمام رئيس الشركة الرابر «جي-زي».
كان ألبوم ريانا الاستديو الثالث، غود غرل غون باد (2007) إنجازاً كبيراً في مسيرتها الفنية حيث جلب لها شهرة عالمية، والذي شمل الأغنية المنفردة التي تصدرت المراتب العالمية «أمبريلا». بعد قضية العنف المنزلي مع عشيقها السابق «كريس براون»، أصدرت ألبومها الاستديو الرابع رايتد آر (2009). عادت ريانا إلى النجومية العالمية بعد صدور ألبومها الاستديو الخامس لاود (2010)، والذي أنتج ثلاث أغان منفردة تصدرت المراتب العالمية بما في ذلك «أونلي غرل (إن ذا وورلد)». أغنية ألبومها الاستديو السادس توك ذات توك (2011) المنفردة الأولى «وي فاوند لوف» تصدرت المراتب العالمية بما في ذلك «بيلبورد هوت 100» بالولايات المتحدة، والتي أمضت عشرة أسابيع في القمة فيها. حصلت علي أول ألبوم يتصدر «بيلبورد 200» بالولايات المتحدة عندما صُدر ألبومها الاستديو السابع أنوبولوجيتيك (2012)، وفي العام نفسه، ظهرت في أول فيلم روائي طويل لها، سفينة حربية. أُدرج صوتها في أول فيلم رسوم متحركة لها، الوطن (2015).
حصلت ريانا على العديد من الجوائز والتقديرات، بما في ذلك تسع جوائز غرامي، وثلاثة عشر جوائز الموسيقى الأمريكية، وإثني عشر جوائز بيلبورد الموسيقية، وجائزتين بريت. لديها ثلاثة عشر أغنية منفردة في المركز الأول علي «بيلبورد هوت 100»، وبهذا أصبحت أصغر فنان منفرد يحقق هذا الإنجاز. في 2012، صنفت مجلة فوربس ريانا بالمركز الرابع في قائمة أقوى المشاهير لهذة السنة، ومع أرباح وصلت إلى 53 مليون في الفترة بين مايو 2011 ومايو 2012، وفي العام نفسه، سميت مجلة تايم ريانا واحدة من أكثر 100 شخصية مؤثرة في العالم. في 2013، حصلت ريانا على جائزة «أيكون» من قبل الجوائز الموسيقية الأمريكية.

## في وقت مبكر من حياتها

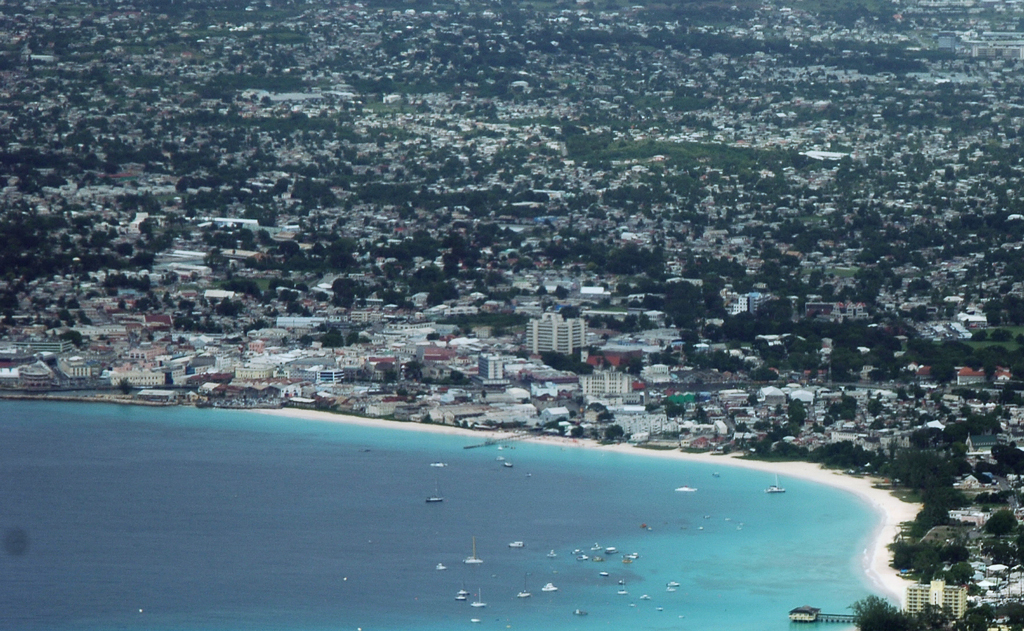
نشأت ريانا في مدينة بريدج تاون، باربيدوس.

ولدت روبن ريانا فينتي في (20 فبراير، 1988)، في سانت مايكل، باربيدوس. والدتها مونيكا بريثوايت، المنحدرة من أفرو-غيانا كانت تعمل محاسبة، ووالدها رونالد فينتي، من أصل باربيدوسي وإيرلندي كان مشرفاً على أحد المستودعات. لدى ريانا شقيقان، روري ورجاد فينتي، واثنتين من الأخوات وشقيق من والدها، من أمهات مختلفة من علاقات سابقة. نشأت في بيت من طابق به ثلاثة غرف نوم في مدينة بريدج تاون وكانت تبيع ملابس مع والدها في كشك على رصيف الشارع. طفولة ريانا تأثرت تأثراً شديداً بسبب إدمان والدها على الكوكايين، والكحول، والماريجوانا، وانتهى زواج والديها المضطرب عندما كانت عمرها 14 عاماً.
كبرت ريانا وهي تستمع إلى أغاني الريغي وبدأت الغناء في حوالي سن السابعة. التحقت في المدرسة الابتدائية تشارلز إف. بروم ميموريال والمدرسة الثانوية كاميرمير، حيث شكلت فرقة موسيقية ثلاثية مع اثنتين من زميلاتها في الفصل. كانت ريانا من المتدربين في الجيش في البرنامج الفرعي العسكري؛ وكانت المغنية شونتيل رقيبة ريانا في الحفر. على الرغم من أنها كانت تريد أن تتخرج من المدرسة الثانوية، لكنها اختارت ممارسة مهنة الموسيقى بدلاً من ذلك.

## مراحلها الفنية

### البداية الفنية
بدأت مهنة ريانا الفنية من خلال اجتماعها مع المنتجين الأمريكيين كارل ستوركن وإيفان روجرز؛ تقابلت مع إيفان من خلال أصدقائها المقربين في باربيدوس في ديسمبر (2003). لفتت انتباه المنتج، الذي طلب منها أن تأتي إلى غرفته في الفندق، حيث غنت عنده. انبهر المنتج من أدائها، وبعد ذلك أخذها هي وأمها إلى مدينة نيويورك لتسجيل بعض الأشرطة التجريبية. وقعت ريانا عقد مع شركة إنتاج إيفان روجرز وكارل ستوركن، سنديكيتد ريذم للإنتاج، الذي أوكل لها محام ومدير أعمال. في أواخر عام (2004)، تم توزيع شريطها التجريبي إلى شركات الإنتاج في جميع أنحاء العالم، وحيث استحوذ على اهتمام جاي براون، المسؤول التنفيذي لإي أند آر في تسجيلات ديف جام، وقام بتشغيل الشريط التجريبي إلى الرئيس والرئيس التنفيذي لتسجيلات ديف جام، جي-زي. في فبراير (2005)، حلقت ريانا إلى مدينة نيويورك لتقوم بتجربة أداء أمام جي-زي والمنتج المنفذ إل.إي. ريد، قامت بأداء نسخة ويتني هيوستن لأغنية «فور ذا لوف أوف يو»، وأغنيتها الأصلية «بون دي ريبلاي» و«ذا لاست تايم». في ذلك اليوم نفسه، وقعت ريانا صفقة ستة ألبومات مع تسجيلات ديف جام، وانتقلت في وقت لاحق إلى مدينة نيويورك للعيش مع إيفان وزوجته.
أمضت ريانا الأشهر الثلاثة القادمة بتسجيل ألبومها الاستديو الأول. في مايو (2005)، صدرت أغنيتها المنفردة الأولى، «بون دي ريبلاي»، التي تلقت نجاحاً عالمياً على الرسوم البيانية، بما في ذلك بلوغها إلى المركز الثاني على الرسم البياني الأمريكي بيلبورد هوت 100. بعد عدة شهور، صدر ألبومها الاستديو الأول، ميوزك أوف ذا سن. الذي بلغ ذروته في المركز العاشر على الرسم البياني الأمريكي، بيلبورد 200، وحصل على الشهادة الذهبية من قبل رابطة صناعة التسجيلات الأمريكية (RIAA)، تدل على شحن أكثر من 500,000 نسخة. بعد شهر من إصدار ألبومها الاستديو الأول، بدأت ريانا العمل على ألبومها الاستديو الثاني. الذي صدر في أبريل (2006)، بعنوان آ غرل لايك مي. الذي بلغ ذروته في المركز الخامس على الرسم البياني الأمريكي، بيلبورد 200. عندما صدرت أغنية الألبوم المنفردة الأولى، «إس أو إس»، بلغت ذروتها في القمة على الرسم البياني الأمريكي، بيلبورد هوت 100، وبذلك أصبحت أول أغنية لها تصل إلى المركز الأول على هذا الرسم البياني. أغنية الألبوم المنفردة الثانية، «أنفايثفول»، وصلت إلى المركز الأول على الرسوم البيانية الكندية والسويسرية. عقب صدور الألبوم، شرعت ريانا في جولتها الموسيقية الأولى، ريانا: لايف إن كونسرت تور. ظهرت ريانا في أول عمل تمثيلي لها في دور بسيط في فيلم برنغ إت أون: أول أور نثنغ، الذي صدر في أغسطس (2006).
في أوائل عام (2007)، بدأت ريانا التسجيل لألبومها الاستديو الثالث. غود غرل غون باد، احتضنت ريانا اتجاه موسيقي جديد خلال مسارات أخرى مثل أغاني الإيقاع العالي من إنتاج تمبالاند، وويل.آي.أم، وشون غاريت. صدر الألبوم في مايو (2007)، وبلغ ذروته في المركز الأول على العديد من الرسوم البيانية العالمية، بما في ذلك الرسم البياني البريطاني والكندي. تلقى الألبوم الكثير من المراجعات الإيجابية عكس ألبوماتها السابقة. أغنية الألبوم المنفردة الأولى، «أمبريلا»، بلغت ذروتها في المركز الأول في ثلاثة عشر دولة على الرسوم البيانية العالمية، وأمضت في المركز الأول في المملكة المتحدة لمدة عشرة أسابيع متتالية، وهذا يجعل الأغنية أطول أغنية تمضي في القمة منذ أغنية «لوف إز أول أراوند» للفرقة البريطانية ويت ويت ويت التي أمضت في القمة لمدة خمسة عشر أسبوعاً في عام (1994). أصبحت أول أغنية منفردة لريانا تسمى بأفضل أغنية منفردة مبيعاً في جميع أنحاء العالم، بعد أن باعت أكثر من 6.6 مليون نسخة. في سبتمبر (2007)، صدرت أغنية الألبوم المنفردة الرابعة، «دونت ستوب ذا ميوزك»، وتصدرت العديد من الرسومية البيانية العالمية، بما في ذلك الرسوم البيانية الأسترالية والفرنسية. في نفس الشهر، بدأت في جولتها العالمية الأولى بعنوان غود غرل غون باد، دعماً للألبوم. ترشحت ريانا لعدة جوائز في حفل توزيع جوائز الغرامي الخمسين، وفازت في أفضل تعاون راب/أداء لأغنية «أمبريلا» جنباً إلى جنب مع جي-زي.
طوال عام (2008)، قامت ريانا بأداء مساند في جولة غلو إن ذا دارك جنباً إلى جنب مع كانييه ويست، ولوبي فياسكو، وإن.إي.آر.دي.. تم إعادة إصدار ألبومها الاستديو الثالث، بعنوان غود غرل غون باد: ريلوديد، والذي صدر في يونيو (2008) مع ثلاث أغان جديدة. في يونيو (2008)، صدرت أغنية الألبوم المنفردة الأولى، تايك آ باو، والتي بلغت ذروتها في المركز الأول على العديد من الرسوم البيانية العالمية، بما في ذلك على الرسم البياني الأمريكي، بيلبورد هوت 100. في نفس الشهر، صدرت أغنية الألبوم المنفردة الثالثة، دستربيا، والتي بلغت ذروتها على الرسم البياني الأمريكي، بيلبورد هوت 100. في سبتمبر (2008)، تعاونت مع الرابر الأمريكي، تي.آي.، في أغنية بعنوان، «لف يور لايف»، والتي بلغت ذروتها في المركز الأول على الرسم البياني الأمريكي، بيلبورد هوت 100. صدر في يناير (2009)، نسخة أخرى من الألبوم، عبارة عن ألبوم ريمكس، بعنوان غود غرل غون باد: ذا ريمكسز. في الولايات المتحدة، بيع من الألبوم أكثر من 2.8 مليون؛ تلقى شهادتين من البلاتينيوم من قبل اتحاد صناعة التسجيلات الأمريكية (RIAA)، ويعتبر الألبوم الأكثر مبيعاً لريانا في الولايات المتحدة حتى الآن. أما في جميع أنحاء العالم، بيع من الألبوم أكثر من سبعة ملايين نسخة.

### قضية العنف المنزلي

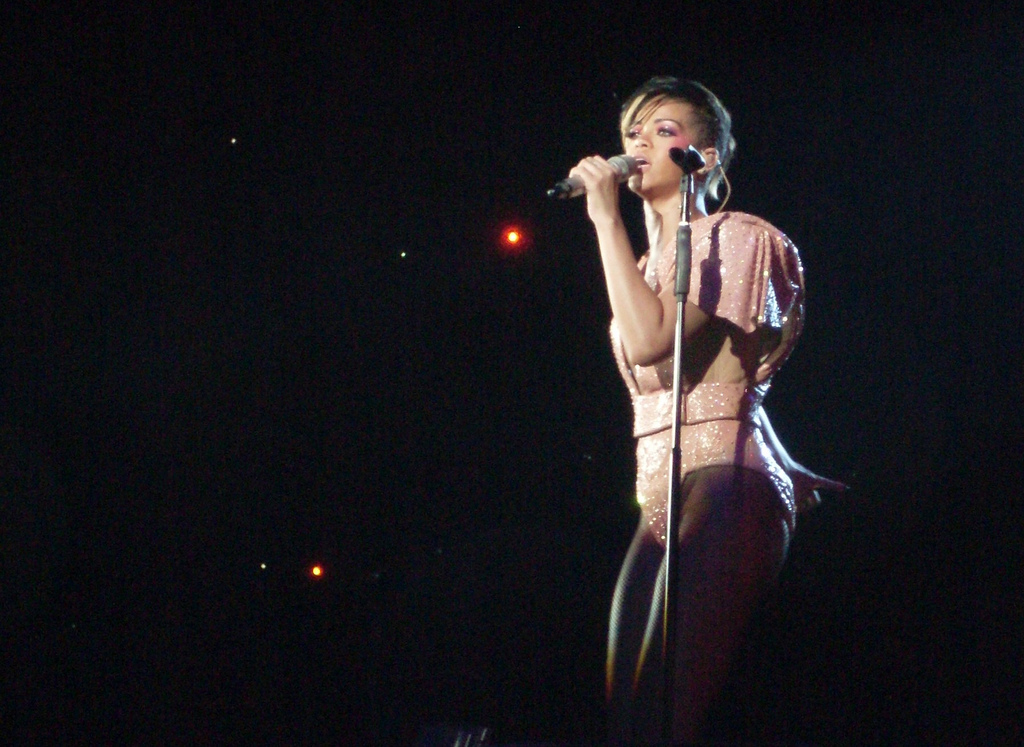
ريانا أثناء جولتها العالمية، (2010).

في (8 فبراير، 2009)، تم إلغاء أداء ريانا المقرر في حفل توزيع جوائز الغرامي الواحد والخمسين. ظهرت تقارير في وقت لاحق بشأن مشادة مع عشيقها السابق، المغني كريس براون، الذي تم اعتقاله للاشتباه به في عمل تهديدات إجرامية. في (5 مارس، 2009)، تم اتهام كريس بالأعتداء وبعمل تهديدات إجرامية . بسبب تسرب صورة ريانا من شرطة لوس أنجلوس التي حصلوا عليها من TMZ.com — التي كشفت بأن ريانا تعرضت لإصابات مرئية — اقترحت منظمة معروفة باسم ستوب بابراتزي بـ«قانون ريانا» الذي ينص على «ردع منسوبي الجهات المعنية من تسريب صور أو معلومات التي تستغل ضحايا الجريمة عن طريق هذا القانون.» تم استدعاء ريانا للأدلاء بشهادتها خلال جلسة استماع أولية في لوس أنجلس يوم (22 يونيو، 2009). في (22 يونيو، 2009)، أقر كريس بأنه مذنب في جريمة الأعتداء. تلقى كريس خمس سنوات تحت المراقبة وصدر أمر للبقاء خمسين ياردة بعيداً عن ريانا، إلا في المناسبات العامة، والتي انخفضت إلى عشر ياردات لاحقاً. في فبراير (2011)، بناء على طلب محامي كريس وبموافقة ريانا، قامت القاضية باتريشيا شنيغ بتعديل قانون التقييد، الذي يسمح كلا منهما بالظهور في المناسبات العامة معاً في المستقبل.
في أوائل عام (2009)، بدأت ريانا بتسجيل ألبومها الاستديو الرابع، رايتد آر. وفي الوقت نفسه، تعاونت مع جي-زي وكانييه ويست في أغنية «رن ذس تاون»، والتي بلغت ذروتها في المركز الأول على الرسم البياني البريطاني، وفي المركز الثاني على الرسم البياني الأمريكي، بيلبورد هوت 100. في نوفمبر (2009)، صدر ألبوم ريانا الاستديو الرابع، رايتد آر. أغنية الألبوم المنفردة الأولى، «رشن روليت»، التي بلغت ذروتها في المركز الأول على الرسم البياني السويري والنرويجي. أغنية الألبوم المنفردة الثالثة، «رود بوي»، والتي أصبحت أكثر أغنية ناجحة عالمياً من الألبوم، حيث تصدرت الرسم البياني الأمريكي، بيلبورد هوت 100، لمدة ستة أسابيع. في أوائل (2010)، في حفل توزيع جوائز الغرامي الثاني والخمسين، حصلت أغنية «رن ذس تاون» على جائزة أفضل أغنية راب وأفضل تعاون راب/أداء. في ربيع (2010)، صدرت نسخة أخرى من الألبوم، عبارة عن ألبوم ريمكس، بعنوان رايتد آر: ريمكسد. لدعم الألبوم، شرعت ريانا في جولتها العالمية الثانية، لاست غرل أون إرث تور.

### الصعود إلى العالمية
في صيف (2010)، تعاونت ريانا مع الرابر الأمريكي إمينم في أغنية، بعنوان «لوف ذا واي يو لاي»، التي حققت نجاحاً عالمياً، حيث بلغت ذروتها في المركز الأول على الرسم البياني الأمريكي، بيلبورد هوت 100، وبلغت ذروتها في المركز الثاني على الرسم البياني البريطاني، وبهذا تصبح الأغنية واحدة من أكثر الأغاني مبيعاً لعام (2011) في المملكة المتحدة. تعاونت أيضاً مع كانييه ويست في أغنية، بعنوان «أول أوف ذا لايتز»، والتي حصلت لاحقاً على جائزتين في حفل توزيع جوائز الغرامي الرابع والخمسين لأفضل أغنية راب ولأفضل تعاون راب/أداء. في أكتوبر (2010)، غيرت ريانا مديرو أعمالها، وانضمت إلى إدارة جي-زي روك نايشن.
في نوفمبر (2010)، صدر ألبوم ريانا الاستديو الخامس، بعنوان لاود. حقق الألبوم نجاحاً تجارياً هائلاً في جميع أنحاء العالم؛ حيث بلغ ذروته في المركز الأول على الرسم البياني البريطاني والكندي. أغنية الألبوم المنفردة الأولى، «أونلي غرل (إن ذا وورلد)»، حيث بلغت ذروتها في المركز الأول على العديد من الرسوم البيانية العالمية، بما في ذلك على الرسم البياني الأمريكي، بيلبورد هوت 100، والبريطاني. أغنية الألبوم المنفردة الثانية، «واتز ماي نايم؟»، مع اشتراك الرابر الكندي، دريك، حيث وصلت أيضاً إلى المركز الأول على الرسم البياني البريطاني، مما يجعلها أول فنان منفرد من الإناث تحصل على خمسة أغان منفردة في المركز الأول في المملكة المتحدة في سنوات متتالية. بلغت ذروتها أيضاً في المركز الأول على الرسم البياني الأمريكي، بيلبورد هوت 100، قبل «أونلي غرل (إن ذا وورلد)»، وبهذا أصبحت أول فنان في تاريخ الرسم البياني بأن تصل أغنية ألبومه المنفردة الثانية قبل الأولى. أغنية الألبوم المنفردة الرابعة، «إس أند إم»، بلغت ذروتها في المركز الأول على الرسم البياني الأمريكي، بيلبورد هوت 100، عقب صدور الريمكس الرسمي للأغنية مع اشتراك الفنانة الأمريكية، بريتني سبيرز.
في فبراير (2011)، حصلت أغنية الألبوم المنفردة الأولى، «أونلي غرل (إن ذا وورلد)» على جائزة في حفل توزيع جوائز الغرامي الثالث والخمسين لأفضل تسجيل دانس. في يونيو (2011)، شرعت ريانا في جولتها العالمية الثالثة، بعنوان لاود، بالإضافة إلى ذلك، تم بيع جميع التذاكر لعشر ليال في مسرح ذا أو 2 أرينا في لندن، وبهذا أصبحت أكثر الحفلات التي تم بيع جميع تذاكرها في تاريخ أي فنانة على هذا المسرح. بالإضافة إلى ذلك، كانت الجولة سابع جولة تحصل على إيرادات عالية في جميع أنحاء العالم لعام (2011). عقب صدور ألبوم ريانا السابق، لاود، كشفت ريانا أن الألبوم سوف يتم إعادة إصداره مع أغاني جديدة في الخريف، ولكن في سبتمبر (2011)، أعلنت أن فكرة إعادة إصدار الألبوم تم إلغاؤها. في نوفمبر (2011)، صدر ألبوم ريانا الإستديو السادس، بعنوان توك ذات توك، حيث بلغ ذروته في المركز الثالث على الرسم البياني الأمريكي، بيلبورد 200، مع 198,000 نسخة بيعت في الأسبوع الأول، وبلغ ذروته أيضاً في المركز الأول
على الرسم البياني البريطاني.
أغنية الألبوم المنفردة الأولى، «وي فاوند لوف»، حيث حققت نجاحاً تجارياً في جميع أنحاء العالم، حيث تصدرت على الرسم البياني الأمريكي، بيلبورد هوت 100، لمدة عشرة أسابيع غير متتالية، وأصبحت أطول أغنية لها تتصدر في المركز الأول وأيضاً لعام (2011). في وقت لاحق سميت الأغنية واحدة من أربع وعشرين أغنية ناجحة على الإطلاق على الرسم البياني الأمريكي، بيلبورد هوت 100. حصلت الأغنية على العديد من الجوائز، بما في ذلك جائزة فيديو السنة في حفل إم تي في لتوزيع الجوائز الموسيقية المصورة، مما جعلها أول امرأة تحصل على هذه الجائزة أكثر من مرة، وأيضاً على جائزة غرامي لأفضل أغنية مصورة على شكل قصير. شهد شهر مارس (2012)، تعاون ريانا مع كريس براون في ريمكس لأغنية ريانا «بيرثداي كايك»، والذي صدر أيضاً كأغنية منفردة رابعة من الألبوم. تلقى الريمكس على العديد من الانتقادات السلبية؛ نتيجة لتاريخهم السابق من العنف المنزلي. أغنية الألبوم المنفردة الخامسة، «وير هاف يو بين»، تلقت نجاحاً عالمياً، حيث وصلت إلى المركز الخامس على الرسم البياني الأمريكي، بيلبورد هوت 100.

### الدخول إلى عالم التمثيل
في (2010)، بدأت ريانا بالتصوير لأول فيلم روائي طويل لها، في هاواي، بعنوان باتلشيب. من إخراج، بيتر بيرغ. الذي صدر في (18 مايو، 2012)، عن طريق يونيفرسل ستوديوز. هو عبارة عن فيلم خيال علمي عسكري مقتبس عن لعبة تحمل نفس الاسم، يجتاح فيه الفضائيين، وعلى القوات البحرية الذين يستخدمون السفن بمحاربة هؤلاء الغرباء الفضائيين. لعبت ريانا شخصية ضابط صف، كورا رايكس. كل من الفيلم وأداء ريانا تلقى آراء مختلطة ما بين السلبية والإيجابية؛ صحيفة نيو يورك تايمز زعمت بأن «ريانا كانت على ما يرام في الدور بصفة عامة». تلقت ريانا جائزة التوتة الذهبية لأسوأ ممثلة مساعدة، ومن ناحية أكثر إيجابية، حصل أدائها على جائزة اختيار المراهقين لأفضل أداء جديد في فيلم.
في نوفمبر (2012)، صدر ألبوم ريانا الاستديو السابع، أنوبولوجيتيك. بلغ ذروته في المركز الأول على الرسم البياني الأمريكي، بيلبورد 200، مع مبيعات وصلت إلى 238,000، مما يجعله أول ألبوم لها يتصدر هذا الرسم البياني. حصل الألبوم على العديد من الجوائز، بما في ذلك جائزة غرامي لأفضل ألبوم آيربان معاصر في حفل توزيع جوائز الغرامي السادس والخمسين. لترويج الألبوم قبل صدوره، شرعت ريانا في جولة، بعنوان 777، وهي عبارة عن جولة ترويجية مكونة من سبعة عروض في سبعة بلدان في سبعة أيام. أغنية الألبوم المنفردة الأولى، «دايموندز»، حققت نجاحاً تجارياً في جميع أنحاء العالم، حيث بلغت ذروتها في المركز الأول على الرسم البياني الأمريكي، بيلبورد هوت 100، وبلغت ذروتها أيضاً في المركز الأول على الرسم البياني البريطاني. أغنية الألبوم المنفردة الثانية، «ستاي»، مع اشتراك الفنان الأمريكي، مكي إكو، حيث بلغت ذروتها في المركز الأول على الرسم البياني الكندي، وبلغت ذروتها أيضاً في المركز الثالث على الرسم البياني الأمريكي، بيلبورد هوت 100. شرعت ريانا في جولتها العالمية الخامسة، دايموندز وورلد تور، والتي بدأت في مارس (2013)؛ لدعم الألبوم.
في يونيو (2013)، ظهرت ريانا في دور بسيط في فيلم ذس إز ذا إند. من إخراج سيث روغن وإيفان غولدبيرغ. دور ريانا في الفيلم حصل على جائزة إم تي في للأفلام لأفضل دور بسيط. في أكتوبر (2013)، تعاونت ريانا مع الرابر الأمريكي، إمينم، في أغنية بعنوان «ذا مونستر». حققت الأغنية نجاحاً تجارياً في جميع أنحاء العالم، حيث بلغت الأغنية ذروتها في المركز الأول على الرسم البياني البريطاني، ومع هذا الإنجاز، انضمت ريانا مع إلفيس بريسلي وذا بيتلز باعتبارهم الفنانين الثلاث الوحيدين الذين أغانيهم استطاعت الوصول إلى المركز الأول في كل سنة على مدى أكثر من سبعة سنوات متتالية في تاريخ هذا الرسم البياني. وبلغت ذروتها أيضاً في المركز الأول على الرسم البياني الأمريكي، بيلبورد هوت 100. في نوفمبر (2013)، منحت ريانا «جائزة الأيكون» لأول مرة في حفل توزيع جوائز الموسيقى الأمريكية، تم منحها الجائزة من قبل أمها، مونيكا. في يناير (2014)، تعاونت ريانا مع الفنانة الكولومبية، شاكيرا، في أغنية بعنوان «كانت ريميمبر تو فورغيت يو». في أغسطس (2014)، شرعت ريانا في جولة مشتركة مع الرابر الأمريكي، إمينم، بعنوان ذا مونستر تور.

### بداية جديدة
في مايو (2014)، غادرت ريانا تسجيلات ديف جام لتوقع عقد كامل مع روك نايشن الذين كانوا يديرون أعمالها منذ أكتوبر (2010). في يونيو (2012)، بدأت ريانا في إدراج صوتها في أول فيلم رسوم متحركة لها، بعنوان هوم. من إخراج المخرج الأمريكي، تيم جونسون. قامت ريانا بأداء دور البطولة في الفيلم مع الممثلين الأمريكيين جيم بارسنز، وستيف مارتن، وجينيفر لوبيز. لعبت ريانا شخصية فتاة صغيرة تحب المغامرة اسمها، تيب، والتي تكون علاقة صداقة مع كائن فضائي لطيف غريب اسمه، أوه. الذي صدر في (27 مارس، 2015) في الولايات المتحدة، وفي نفس الشهر، أصدرت ريانا أول ألبوم موسيقي تصويري، بعنوان هوم، الذي يشمل على أغان ظهرت أثناء الفيلم، والذي شمل على أصوات كل من جينيفر لوبيز، وشارلي إكس سي إكس، وكايزا.
في (24 يناير، 2015)، أعلنت ريانا عن الأغنية المنفردة الأولى من ألبومها الاستديو الثامن القادم، بعنوان «فور فايف سكندز»، بالاشتراك مع مغني الراب الأمريكي، كانييه ويست، والفنان البريطاني، بول مكارتني. حققت الأغنية نجاحاً معتدلاً في جميع أنحاء العالم، حيث بلغت ذروتها في المركز الأول على كل من الرسم البياني الأسترالي والنيوزيلندي.

## البراعة الفنية

### الموسيقى والصوت
من المعروف بأن ريانا تملك كونترالتو في صوتها مما يجعله «فريد من نوعه». عندما ظهرت لأول مرة، تم تسويقها كمغنية ريغي بسبب أصلها. بدأت في تسجيل أغاني مستوحاة من أنواع الموسيقى الكاريبية مثل السوكا، والدانسهول، والريغي، وفي وقت لاحق، توسعت أكثر إلى اتجاه أنواع أخرى مثل الدانس-بوب، والهيب-هوب، والدبتسيب، والروك، والهاوس. تضمن ألبومها الأول ميوزك أوف ذا سن (2005) مزيج من الدانسهول، والريغي، ولكن آ غرل لايك مي (2006) شهد بداية ريانا في موسيقى الروك في أغنية «كسز دونت لاي»، وتضمن أغاني البوب، والآر أند بي. أثناء تسجيل ألبومها الاستديو الثالث، غود غرل غون باد (2007)، أخذت ريانا دروس موسيقية من ني-يو. في هذا الألبوم، أخذت اتجاه مختلف من الدانسهول إلى أغاني إيقاعها مرتفع. عملت مع منتجين جدد في الألبوم، بما في ذلك تمبلند، وشون غاريت، وكريستوفر «تريكي» ستيوارت، الذي أنتج الأغنية المنفردة التي حققت نجاحاً تجارياً هائلاً، «أمبريلا».
اتجهت ريانا مرة أخرى إلى اتجاه موسيقي وغنائي جديد مع رايتد آر (2009). سجلت الألبوم بعد حادثة الاعتداء من قبل عشيقها السابق في ذلك الوقت، كريس براون، احتوى الألبوم على نبرة مظلمة بكثير، وكان مليء بالعواطف المختلفة التي عاشتها في طوال عام (2009). في ألبومها الاستديو الخامس لاود (2010)، أرادت ريانا بأن تكون أكثر متعة مع موسيقاها وصورتها مع موسيقى جديدة. على عكس ألبومها السابق، هذا الألبوم كان جريء، وممتع، وحيوي. في الألبوم توك ذات توك (2011)، احتوى على موسيقى الهيب-هوب، والآر أند بي، والدانسهول، والدبتسيب. شهد هذا الألبوم وألبومها السابق بعودتها إلى جذورها الكاريبية، مع بعض الأغاني مثل «مان داون» و «واتش ن ليرن»، وتشعبت أيضاً في موسيقى الهاوس مع «وي فاوند لوف»، «أونلي غرل (إن ذا وورلد)» و «كمبليكيتد».

### التأثيرات
عينت ريانا مادونا على أنها قدوتها والتأثير الأكبر في مهنتها الفنية، وقالت إنها تريد أن تكون «مادونا السوداء». عينت أيضاً ويتني هيوستن، وماريا كاري كأكبر تأثير لها في حياتها المهنية. لدى أيضاً كل من جانيت جاكسون، وآليا تأثير كبير على أسلوبها الفني. استلهمت ريانا لبدء حياتها المهنية بعد مشاهدة بيونسي على شاشة التلفزيون مع دستنيز تشايلد.
تأثيرات موسيقية أخرى على مهنة ريانا الفنية بما في ذلك الفنانتان الكنديتان فيفي دوبسون، وسيلين ديون، موسيقى ريانا تحتوي على تأثيرات قوية من الموسيقى الكاريبية، بما في ذلك الريغي، والدانسهول. ذكرت أنه في حين نموها في باربيدوس كانت تستمع إلى موسيقى الريغي، وعندما جاءت إلى الولايات المتحدة قالت إنها اكتشفت الكثير من أنواع الموسيقى المختلفة. ذكرت ريانا أيضاً عندما كانت في سن صغير كانت تستمتع إلى العديد من أغان الريغي والآر أند بي، وذكرت أيضاً بأن رؤية بعض الفنانين في سن مبكرة يحصلون على نجاح هائل بما في ذلك جوجو، ألهمني هذا الشيء على أن إذا هؤلاء المراهقين الصغار استطاعوا فعل ذلك، أعتقدت أنه من الممكن أن أفعل ذلك.
تأثرت ريانا تأثيراً كبيراً بالمغني الجامايكي بوب مارلي. ذكرت، «إنه واحد من الفنانين المفضلين بالنسبة لي على الإطلاق ... إنه حقاً مهد الطريق لكل فنان آخر للخروج من منطقة البحر الكاريبي». وقد قامت ريانا بغناء بعض أغان بوب مارلي بما في ذلك «إز ذس لوف»، و«ريدمبشن سونغ»، وقد بنيت ضريح مخصص لبوب مارلي في بيتها.

### الأغاني المصورة والأداء المسرحي

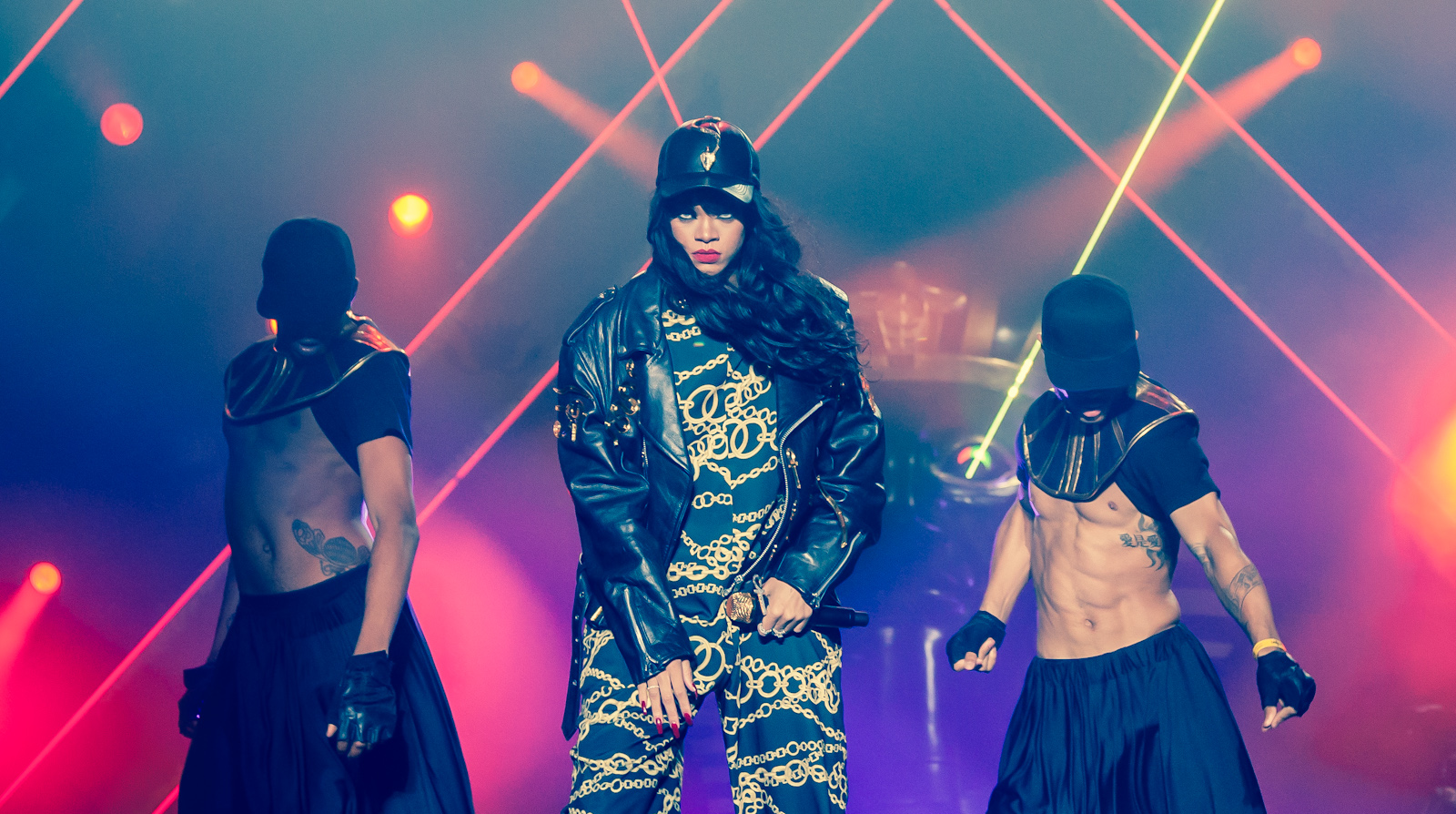
ريانا أثناء عرض مباشر في مهرجان، (2012).

عملت ريانا مع مخرج الموسيقى المصورة، أنثوني ماندلر، على أكثر من اثني عشر أغنية مصورة، أولها كانت للأغنية المنفردة، «أنفايثفول» (2006). كتبت جوسلين فينا من إم تي في، «ريانا، مثل مادونا، تستطيع أن تصور أغنية مصورة مثيرة للفكر وتلاءم مع الأغنية نفسها. ريانا ومادونا يريدون منا أن نفكر في قضايا أكبر». تم تصوير كل من «أنفايثفول»، و«لوف ذا واي يو لاي»، و«مان داون»، و«وي فاوند لوف» على شكل فيلم قصير يستكشف قضايا كثيرة مثل قصة حب ثلاثية، واعتداء، وعلاقات عاطفية سيئة. أغنيتها المصورة لأغنية، «أمبريلا»، دلت على انتقالها إلى مرحلة البلوغ وصورتها المعتمدة حديثاً.
في (2011)، أصدرت ريانا ثلاثة أغان مصورة مثيرة للجدل حول المازوخية والسادية، والاغتصاب، والعنف المنزلي. تم حظر فيديو «إس أند إم» في أحد عشر بلداً لمحتواه الجنسي، وفي الأغنية المصورة لأغنية «مان داون»، تقوم ريانا بإطلاق النار على رجل في محطة قطار؛ تعرض للانتقادات من قبل مجلس الآباء والتلفزيون، وفي الأغنية المصورة لأغنية «وي فاوند لوف»، تظهر ريانا مع عشيقها في علاقة حب غير جيدة مليئة بالمخدرات؛ أثار انتقادات من مركز أزمات الاغتصاب لرسالتها غير اللائقة. تعتبر ريانا أول امرأة تجتاز ملياري مشاهدة على موقع الأغاني المصورة، فيفو. اعتباراً من سبتمبر (2013)، استطاعت على الحصول على أكثر من أربعة مليارات مشاهدة على هذا الموقع.
أزياء ريانا الجلدية الكاشفة خلال جولة غود غرل غون باد تلقت انتقادات شديدة من قبل الحزب الإسلامي المحافظ في ماليزيا، التي أوصت بأن الجولة يجب حظرها. قارنت صحيفة ذا تايمز أزياء جولة ريانا مع أزياء جانيت جاكسون. أدائها لأغنية «دستربيا» في حفل جوائز إم تي في للأغاني المصورة لعام (2008) تم إدراجه في المركز العاشر في قائمة أفضل عروض هذا الحفل تاريخياً، وفقاً لاستطلاع من مجلة بيلبورد. في عدد أكتوبر (2011) لمجلة فوغ البريطانية، قالت بأن أزيائها، وأدائها، ومظهرها جميعها تمثيل.

## المظهر العام

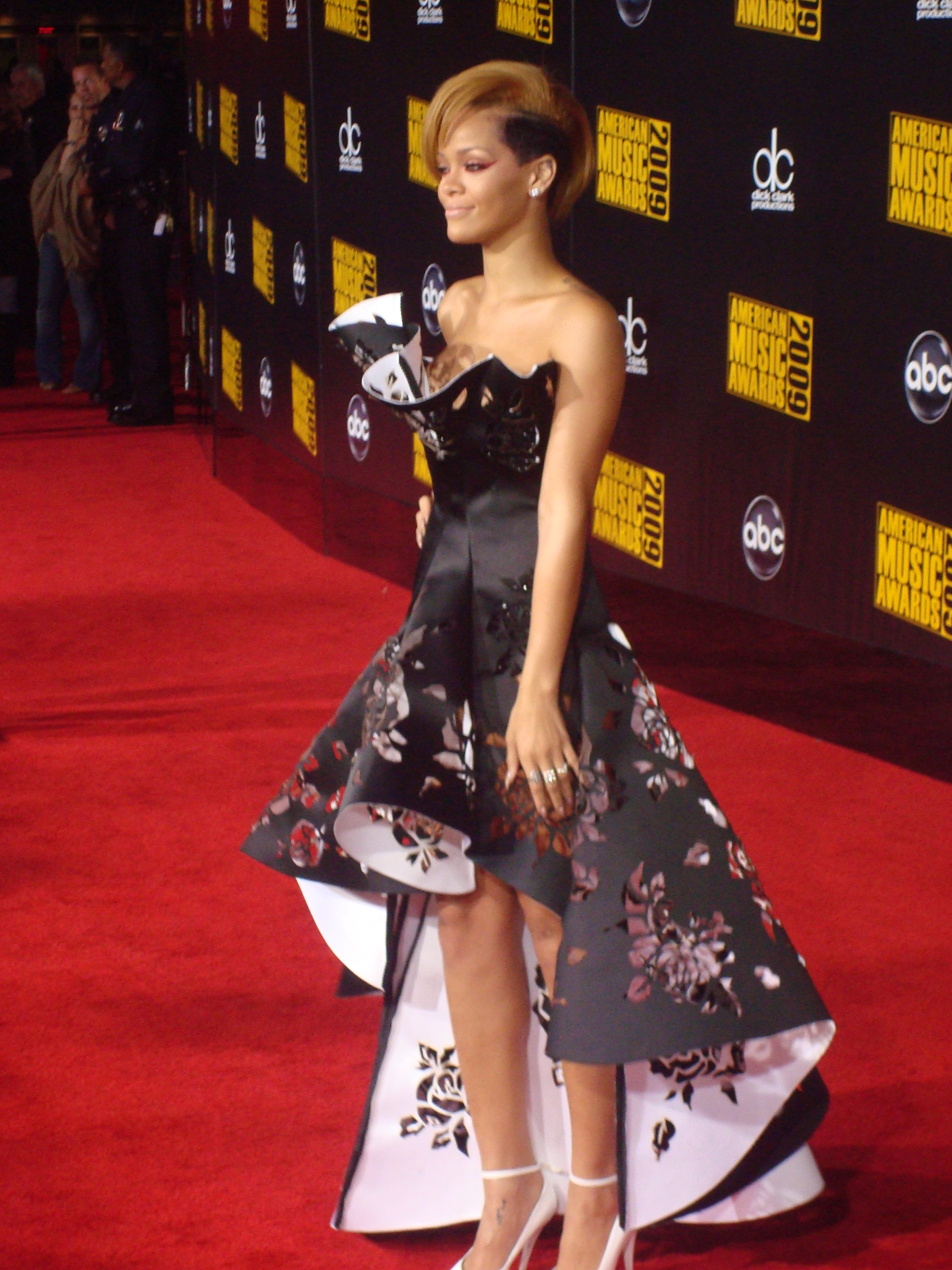
ريانا في نوفمبر (2009).

في (2009)، وصفت مجلة نيويورك مظهر ريانا في وقت مبكر من مهنتها الفنية عندما كانت في سن المراهقة، على أنها كانت لديها القدرة على التحول كثيرًا بسهولة كبيرة. في وقت قريب من صدور ألبومها الاستديو الثاني، آ غرل لايك مي، شعر العديد من النقاد بأن أسلوبها، وصوتها، والمواد الموسيقية كانت مشابهة جداً لبيونسي. في مقابلة مع مجلة لوك، تحدثت ريانا عن المقارنات: «بيونسي هي فنانة عظيمة وأشعر بالشرف أن يذكر اسمي في الجملة نفسها، ولكن نحن فنانتين مختلفتين مع أنماط مختلفة».
مع صدور ألبومها الاستديو الثالث، غود غرل غون باد، غيرت ريانا صورتها البريئة للحصول على شخصية أكثر نضجاً مع تسريحة جديدة، والتي كانت مستوحاة من تسريحة شعر تشارليز ثيرون في فيلم الخيال العلمي إيون فلوكس. والمعروف عنها بإعادة اختراع أسلوبها وصورتها، وقد غيرت مظهرها الشخصي عدة مرات، منذ إصدار ألبومها الثالث. كتب جيس كارتنر-مورلي من الجريدة البريطانية، الغارديان، أن «خزانة ريانا هي أكثر خزانة تتحدث الناس عنها، وتعتبر الأكثر تأثيراً في عالم موسيقى البوب في الوقت الراهن». ومع ذلك، فقد انتقد تطور أزيائها من قبل العديد من النقاد لرسالتها القوية وملابسها الكاشفة.
علقت ريانا على توقعات الآخرين على أن نجوم البوب يجب أن يكونوا قدوة، قالت: «كوني قدوة أصبح أكثر من وظيفتي مما كنت أريد أن تكون، ولكن لا، أريد فقط أن أصنع موسيقى. هذا كل شيء». وعلى الرغم من المعترف به أن لديها جاذبية جنسية، ولكنها كشفت عن كونها رمزاً للجنس ليس ذات أولوية. كتبت إميلي هيويت من الجريدة البريطانية، ميترو، «ريانا هي أكثر النساء جاذبية في العالم».
حصل مظهرها على أغلفة مجلات مثل مكسيم، وإف إتش إم، ورولينغ ستون، وجي كيو. ظهرت في المراكز العشرة الأولى في قائمة «أكثر 100 امرأة جاذبية في العالم» على كل من مجلة مكسيم وإف إتش إم عدة مرات. سميت المجلة الأمريكية، إسكواير، ريانا على كونها أكثر امرأة جاذبية على قيد الحياة لعام (2011). في ديسمبر (2012)، أصبحت ريانا أول امرأة تكون على غلاف مجلة جي كيو عدد «رجل السنة»، وأدرجت في المرتبة الخامسة في قائمة مجلة كومبلكس «أكثر 100 امرأة جاذبية في كل العصور». في العام التالي، وضعت في إتش 1 ريانا في المرتبة الثانية في قائمة «100 فنان جذاب».

## مشاريع أخرى

### الصفقات التجارية
في أكتوبر (2005)، تعاقدت ريانا في أول صفقة تجارية لها مع سيكرت بودي سبراي. في ديسمبر (2006)، تم اختيارها لتمثل عطر «هابي» من كلينيك في حملة جديدة، وفي نفس الشهر، تم الإعلان بأنها سوف تكون الوجه الجديد لماركة المكياج، كفر غرل، وفي نفس الشهر أيضاً، تم الإعلان بأنها سوف تكون سفيرة العلامة التجارية لشوكولاته من إل جي للهواتف النقالة. في فبراير (2008)، تعاونت مع الإعلان التجاري «غوت ميلك؟»، لتشجع المراهقين على شرب ثلاثة أكواب من الحليب. في أوائل (2010)، ظهرت في إعلان أوبتس التلفزيوني، بالتزامن مع أوبتس لدعم جولتها لاست غرل أون إرث في أستراليا. في أكتوبر (2010)، تعاونت مع حملة دوريتوس الترويجية لدعم المنتج، وفي نفس الشهر، ظهرت أيضاً في إعلان كوداك التلفزيوني جنباً إلى جنب مع الرابر بيتبول، وفي نفس الشهر أيضاً، أصدرت ريانا كتاب عبارة عن صور نادرة من جولتها لاست غرل أون إرث في (2009).
في يناير (2011)، صدر عطر ريانا الأول، «ريبل فلور»، وفي نفس السنة، احتفلت نيفيا بحملة «100 عام من العناية بالبشرة» في عدة إعلانات تجارية تتضمن ريانا. في يونيو (2011)، أصبحت الوجه الرسمي لمياه فيتا كوكو. في فبراير (2012)، صدر عطرها الثاني، «ريبيل»، وفي نوفمبر، صدر عطرها الثالث، «نود». في أوائل (2013)، تعاونت مع مستحضر التجميل ماك، وأصدرت خطوط المكياج الخاص بها للصيف، والخريف، ولأعياد الميلاد أيضاً بعنوان «ريري هارت ماك»، وفي يوليو (2013)، أعلنت شركة إنتاج الجعة بدويايزر بأن ريانا أصبحت جزء من حملتهم العالمية بعنوان «صنع للموسيقى»، كما شارك جي-زي في الإعلان التجاري الذي يضم ريانا وأغنيتها «رايت ناو»، وفي سبتمبر (2013)، صدر عطرها الرابع، «روغ». في أغسطس (2014)، شهد إصدار عطر ريانا الأول للرجال بعنوان «روغ مان».
في مارس (2015)، أصبحت ريانا واحدة من مالكي خدمة البث الجديدة الموسيقية، تايدال، مع جانب العديد من الفنانين، بما في ذلك جي-زي، وبيونسي، وكانييه ويست، ونيكي ميناج، ومادونا.

### الأزياء
في 2006، وقعت ريانا عقد مع نايكي بعشرين مليون دولار. في خريف 2006، تعاونت ريانا مع خط الأزياء مس بيزو. في يناير 2008، أطلقت ريانا مجموعتها الجديدة من المظلات التي بيعت في مايسيز. أول مجموعة أزياء لريانا، لأرماني، أصبحت متاحة في نوفمبر 2011. أول برنامج تلفزيوني لها، ستايلد تو روك، عرض لأول مرة في المملكة المتحدة في أغسطس 2012 على سكاي لفنغ. في فبراير 2013، قدمت ريانا أول مجموعة أزياء ربيع للمرأة في أسبوع الموضة في لندن لأزياء العلامة التجارية البريطانية ريفر آيلاند، تعاونت مع مصممها الشخصي آدم سلمان. تم إصدار مجموعتان اخريتان من مجموعة الأزياء، أزياء الصيف صدرت في 25 مايو، 2013 وأزياء الخريف صدرت في 10 سبتمبر، 2013. المجموعة الرابعة والأخيرة لريفر آيلاند، كانت لأزياء الشتاء صدرت في 7 نوفمبر، 2013. وفي الوقت نفسه، تم عرض أول حلقة من نسخة ستايلد تو روك الأمريكية في 25 أكتوبر، 2013 على برافو. في ديسمبر 2013، تم إعلان بأن ريانا سوف تكون الوجه الجديد لأزياء الربيع/الصيف في حملة 2014 لدار أزياء بالمان في فرنسا. في 2 يونيو، 2014، حصلت ريانا على جائزة أيقونة الأزياء من قبل مجلس مصممي الأزياء الأمريكية في قاعة أليس تالي في مركز لينكولن.

### الأعمال الخيرية
في 2006، أنشأت ريانا مؤسسة بيليف لمساعدة الأطفال المرضى الميؤوس من شفائهم. في 2007 سميت ريانا واحدة من سفراء كارتير لسوار الحب الخيري. للمساعدة في رفع مستوى الوعي ومكافحة متلازمة العوز المناعي المكتسب، ريانا وغيرهم من الشخصيات العامة قاموا بتصميم ملابس لفبراير 2008 أزياء إتش أند إم ضد الإيدز. في 2008 قامت ريانا بالأداء في سلسة من الحفلات الخيرية بعنوان آ غرلز نايت أوت لصالح «مؤسسة بيليف». الحفلات كانت مجانية للجمهور. المال من الرعاة والمعلنين تم التبرع بها لتوفير الإمدادات الطبية، اللوازم المدرسية، والألعاب للأطفال المحتاجين. في سبتمبر 2008، شاركت ريانا في أغنية «جست ستاند أب!» مع خمسة عشر فنانات أخريات، التي شاركت المسرح معهن لأداء الأغنية مباشرة في 5 سبتمبر، 2008 خلال البرنامج الخاص بعنوان «ستاند أب تو كانسر». أعطيت العائدات من الأغنية إلى جمع التبرعات. في نفس السنة، تعاونت ريانا مع اليونيسيف وغوتشي من أجل سلسلة مجموعة قوتشي تاتو هارت، لتقديم المساعدة للأيتام والأطفال المتضررين من فيروس نقص المناعة البشرية والإيدز في إفريقيا.
في يناير 2010، أدت ريانا أغنية بوب مارلي ريدمشن سونغ، لدعم حملة هوب فور هايتي ناو. في 2011 سفيرة اليونيسف ريانا تعاونت معهم في مشروع حنفية المياه لتوعية أثر أزمة المياه في العالم على الأطفال. في أبريل 2011، تم تكريم ريانا من قبل دي كي إم إس في مدينة نيويورك. لعملها المتواصل في مكافحة سرطان الدم. في فبراير 2012، قامت ريانا بالغناء في حفل خيري في هاوس أوف بلوز في لوس أنجلس لجمع أموال لمركز جراحة العظام للأطفال - في برنامج جوني ميرسر الخيري للفنانين في مستشفى الأطفال في لوس أنجلس. في نوفمبر 2012، تبرعت ريانا 100 ألف دولار إلى بنك الطعام لمصابين إعصار ساندي، في الشهر التالي، تبرعت ريانا 1.75 مليون إلى مستشفى الملكة إليزابيث في بريدج تاون، بربادوس. في نوفمبر 2013، تبرعت ريانا بمبلغ 100 ألف دولار إلى اليونيسيف، لمساعدة ضحايا الإعصار في الفلبين. في 3 يناير، 2014 كانت ريانا جزء من حملة ماك فيفا غلام، الذي يفيد النساء والرجال والأطفال المصابين بفيروس نقص المناعة البشرية / الإيدز.

## الإرث والنفوذ
انظر أيضاً: قائمة الجوائز والترشيحات التي تلقتها ريانا
أول ألبومين لريانا أعطاها لقب «أميرة البوب/الآر أند بي». تعتبر «أمبريلا» (2007) واحدة من أعظم 500 أغنية على الإطلاق من قبل رولينغ ستون. أدرجت «وي فاوند لوف» بواسطة بيلبورد في المركز الرابع والعشرين في قائمة أعظم أغنية ناجحة على الرسم البياني الأمريكي بيلبورد هوت 100 على الإطلاق. أدرجت مجلة تايم ريانا على قائمة أكثر 100 شخصية مؤثرة في عام 2012، في الشهر التالي، أدرجت مجلة فوربس ريانا في المركز الرابع في قائمة أقوى المشاهير، مع أرباح وصلت إلى 53 مليون دولار في الفترة بين مايو 2011 ومايو 2012. في نوفمبر 2013، حصلت ريانا على جائزة «أيكون» من قبل الجوائز الموسيقية الأمريكية. في يونيو 2014، حصلت ريانا على جائزة أيقونة الأزياء من قبل مجلس مصممي الأزياء الأمريكية في قاعة أليس تالي في مركز لينكولن.
باعت ريانا أكثر من 50 مليون ألبوم و 190 مليون أغنية منفردة في جميع أنحاء العالم، مما يجعلها واحدة من أفضل الفنانين مبيعاً على الإطلاق. في الولايات المتحدة، باعت ريانا أكثر من 10 ملايين من الألبومات، بينما نيلسن ساوند سكان سمي ريانا أفضل فنانة مبيعاً للأغاني الرقمية في البلاد، وأدرجت في موسوعة غينيس للأرقام القياسية من أجل مبيعات أغانيها الرقمية التي وصلت إلى أكثر من 58 مليون في 2012. لديها ستة ألبومات حاصلة على شهادة البلاتينيوم من قبل صناعة التسجيلات الأمريكية (RIAA) في الولايات المتحدة. لدى ريانا ثلاثة عشر أغنية في المركز الأول على الرسم البياني الأمريكي بيلبورد هوت 100. اعتباراً من مارس 2014، باعت ريانا أكثر من 18 مليون أغنية منفردة وستة ملايين ألبوماً في المملكة المتحدة.
أثرت ريانا مباشرةً على فنانين مثل ليتل ميكس، وسيلينا غوميز، وجستن بيبر، وإيلي غولدنغ، وديمي لوفاتو، وويلو سميث. علاوة على ذلك، أشاد العديد من الفنانين الآخرين على براعة ريانا الموسيقية، وأزيائها، وأخلاقيات عملها، بما في ذلك إمينم، وكشا، وريتا أورا، ولورد، وماري جي بلايج، وشيريل كول، وكريس مارتن. لدى ريانا لقب شرف السفيرة للثقافة والشباب في بربادوس. إنها الشخص الأكثر شعبية على شبكة الفيسبوك الاجتماعية، لديها سادس معظم متتبعين على التويتر، والفنان الأكثر مشاهدة على اليوتيوب. في 7 مارس، 2013، أعلنت سبوتيفاي بأن ريانا هي الفنان الأكثر بثاً في جميع أنحاء العالم.

## مجموعة الألبومات
انظر أيضاً: ديسكوغرافيا ريانا وقائمة بالأغاني التي سجلتها ريانا
- ميوزك أوف ذا سن (2005)
- آ غرل لايك مي (2006)
- غود غرل غون باد (2007)
- رايتد آر (2009)
- لاود (2010)
- توك ذات توك (2011)
- أنوبولوجيتيك (2012)
- أنتاي (2016)

## الجولات الموسيقية
انظر أيضاً: قائمة جولات ريانا الموسيقية
- ريانا: لايف إن كونسرت تور (2006)
- غود غرل غون باد تور (2007-2009)
- لاست غرل أون إرث تور (2010-2011)
- لاود تور (2011)
- دايموندز وورلد تور (2013)
- ذا مونستر تور (مع إمينم) (2014)

## الأعمال الفنية
انظر أيضاً: مجموعة فيديوهات ريانا
- برنغ إت أون: أول أور نثنغ (2006)
- السفينة الحربية (2012)
- كايتي بيري: بارت أوف مي (2012)
- كولدبلاي لايف (2012)
- هذه هي النهاية (2013)
- الوطن (2015)
- فاليريان ومدينة الألف كوكب (2017)
- أوشنس 8 (2018)

## وصلات خارجية
- الموقع الرسمي
- ريانا في روك نايشن
- ريانا في تسجيلات ديف جام
- ريانا على موقع IMDb (الإنجليزية)
- ريانا على موقع ميتاكريتيك (الإنجليزية)
- ريانا على موقع الموسوعة البريطانية (الإنجليزية)
- ريانا على موقع روتن توميتوز (الإنجليزية)
- ريانا على موقع قاعدة بيانات الأفلام العربية
- ريانا على موقع ألو سيني (الفرنسية)
- ريانا على موقع ميوزك برينز (الإنجليزية)
- ريانا على موقع رولينغ ستون (الإنجليزية)
- ريانا على موقع تيرنر كلاسيك موفيز (الإنجليزية)
- ريانا على موقع أول موفي (الإنجليزية)